# Stan natury (filozofia)
Stan natury – pojęcie z zakresu filozofii politycznej, używane w teoriach umowy społecznej, oznaczające stosunki międzyludzkie w okresie przed zapoczątkowaniem procesu socjalizacji i powstaniem państw. W szerszym znaczeniu oznacza stosunki między jednostkami, jakie istniały przed powstaniem prawa pozytywnego. Może być niekiedy określany jako anarchia.

## Stan natury w doktrynach filozoficznych
Pojęciem tym posługiwali się filozofowie (m.in. John Locke, Thomas Hobbes, Morelly) tłumacząc przyczyny zawiązania społeczeństwa i państw. W zależności od poglądów, stan natury posiadał zabarwienie pozytywne lub negatywne.

### John Locke
Locke uważał, że stan natury cechowała ogólna szczęśliwość ludzi. Jednak ze względu na to, że każdy posiadał prawo sądzenia i wymierzania sprawiedliwości, wśród ludzi panowała niepewność, która w rezultacie skłoniła ich do zawiązania społeczeństwa, to zaś ustanowiło rząd.

### Thomas Hobbes
Hobbes w przeciwieństwie do Locka uważał, że ze względu na egoizm, który prowadzi do chęci zdobywania władzy i zaszczytów, ludzie w stanie natury nieustannie walczyli. Jednocześnie obawa przed śmiercią w nieustannych walkach i brak możliwości rozwoju, doprowadziły ludzi do wniosku, że muszą się oni poddać pewnej, wspólnej dla wszystkich, władzy. W ten sposób ze stanu natury powstał twór łączący cechy społeczeństwa i państwa opisany w Lewiatanie.